# Mercado Negro
 (septembre 2017).
Mercado Negro est un groupe de reggae et de Kizomba portugais qui a été fondé en 1999 par Messias un ancien membre de Kussondulola un groupe de reggae portugais.

## Discographie
2004:Mercado Negro
2006:Aquecimento global